# Saison 6 de Face Off
La sixième saison de Face Off a été diffusée sur Syfy à partir du 14 janvier 2014, et a été, comme chaque saison, présentée par McKenzie Westmore (en). Durant cette saison, 15 candidats ont été sélectionnés.
Cette saison, les juges ont le pouvoir de sauver un compétiteur qui aurait été normalement éliminé.
Les juges sont Ve Neill, Glenn Hetrick et Neville Page.
Le vainqueur est Rashaad Santiago.

## Candidats de la saison
- Bethany Serpico, 22 ans, Comté de Delaware, Pennsylvanie
- Cat Paschen, 25 ans, San Francisco, Californie
- Chloe Sens, 22 ans, Austin, Texas
- Corinne Foster, 26 ans, Dublin, Californie
- Daniel Phillips, 44 ans, Saint Clair Shores, Michigan
- Daran Holt, 41 ans, Kansas City, Missouri
- George Schminky, 38 ans, San Juan, Porto Rico
- Graham Schofield, 29 ans, Boston, Massachusetts
- Margaret Caragan, 32 ans, Oakland, Californie
- Matt Silva, 24 ans, Atlanta, Géorgie
- Niko Gonzalez, 26 ans, San Germán, Porto Rico
- Rashaad Santiago, 24 ans, Bronx, New York
- Tanner White, 26 ans, San Diego, Californie
- Tess Laeh, 25 ans, Parker, Colorado
- Tyler Green, 26 ans, Litchfield, Connecticut

## Suivi des candidats
| Candidats | Épisode  | Épisode  | Épisode  | Épisode   | Épisode  | Épisode  | Épisode  | Épisode   | Épisode  | Épisode  | Épisode  | Épisode  | Épisode | Épisode  | Épisode   |
| Candidats | 1        | 2        | 3        | 4         | 5        | 6        | 7        | 8         | 9        | 10       | 11       | 12       | 13      | 14       | 15        |
| --------- | -------- | -------- | -------- | --------- | -------- | -------- | -------- | --------- | -------- | -------- | -------- | -------- | ------- | -------- | --------- |
| Rashaad   |          |          |          |           |          |          |          |           |          |          |          | GAGNANT  | GAGNANT |          | VAINQUEUR |
| George    | ^^       |          |          |           |          |          | GAGNANT  |           |          |          |          |          |         | GAGNANT  | FINALISTE |
| Tyler     |          |          | GAGNANT  |           |          | GAGNANT  |          |           |          | GAGNANT  | GAGNANT  |          |         |          | FINALISTE |
| Niko      |          |          |          |           | GAGNANT  |          |          |           |          |          |          |          |         | ÉLIMINÉE |           |
| Daran     |          |          |          | GAGNANT^^ |          |          |          | GAGNANT^^ | GAGNANT  |          |          | ÉLIMINÉE |         |          |           |
| Graham    |          |          |          |           |          |          |          |           |          |          | ÉLIMINÉE |          |         |          |           |
| Chloe     | GAGNANT  |          |          |           |          |          |          |           |          | ÉLIMINÉE |          |          |         |          |           |
| Corrine   |          | GAGNANT  |          |           |          | ^^       |          |           | ÉLIMINÉE |          |          |          |         |          |           |
| Cat       |          |          |          |           |          |          | ÉLIMINÉE |           |          |          |          |          |         |          |           |
| Matt      |          |          |          |           |          | ÉLIMINÉE |          |           |          |          |          |          |         |          |           |
| Tanner    |          |          |          |           | ÉLIMINÉE |          |          |           |          |          |          |          |         |          |           |
| Tess      |          |          |          | ÉLIMINÉE  |          |          |          |           |          |          |          |          |         |          |           |
| Daniel    |          |          | ÉLIMINÉE |           |          |          |          |           |          |          |          |          |         |          |           |
| Bethany   |          | ÉLIMINÉE |          |           |          |          |          |           |          |          |          |          |         |          |           |
| Margaret  | ÉLIMINÉE |          |          |           |          |          |          |           |          |          |          |          |         |          |           |

 Le candidat a remporté Face Off.
 Le candidat faisait partie des finalistes.
 Le candidat a remporté le Spotlight Challenge.
 Le candidat faisait partie de l'équipe ayant remporté le Spotlight Challenge.
 Le candidat était premier de son équipe lors du Spotlight Challenge.
 Le candidat faisait partie des moins bons lors du Spotlight Challenge.
 Le candidat a été éliminé.
 Le candidat a été disqualifié.
 Le candidat a été éliminé, mais a été sauvé par les juges grâce à l'immunité spéciale.
^^ Le candidat a remporté le Foundation Challenge.

## Épisodes
| #  | Titre français                        | Titre original        | Date de diffusion | Taux sur les 18-49 ans | Audience US (en millions) | Source |
| -- | ------------------------------------- | --------------------- | ----------------- | ---------------------- | ------------------------- | ------ |
| 1  | La belle et la (sexy) bête            | Sexy Beasts           | 14 janvier 2014   | 0.6                    | 1.394                     | [ 1 ]  |
| 2  | Conspiration cosmique                 | Cosmic Conspiracy     | 21 janvier 2014   | 0.7                    | 1.523                     | [ 2 ]  |
| 3  | Le souffle du dragon                  | Dragon's Breath       | 28 janvier 2014   | 0.7                    | 1.416                     | [ 3 ]  |
| 4  | Dieux de la guitare                   | Guitar Gods           | 4 février 2014    | 0.7                    | 1.394                     | [ 4 ]  |
| 5  | Tapi dans l'ombre                     | In the Shadows        | 11 février 2014   | 0.6                    | 1.352                     | [ 5 ]  |
| 6  | Qui a peur des Cryptides ?            | Cryptic Creatures     | 18 février 2014   | 0.9                    | 1.865                     | [ 6 ]  |
| 7  | Sésame, ouvre-toi !                   | Open Sesame           | 25 février 2014   | 0.5                    | 1.125                     | [ 7 ]  |
| 8  | Escapade japonaise                    | Ego Trip Abroad       | 4 mars 2014       | 0.6                    | 1.213                     | [ 8 ]  |
| 9  | Médecine de folie                     | Mad Science           | 11 mars 2014      | 0.5                    | 1.249                     | [ 9 ]  |
| 10 | Bienvenue dans le monde de Roald Dahl | What a Dahl           | 18 mars 2014      | 0.6                    | 1.273                     | [ 10 ] |
| 11 | Mutation génétique                    | Freaks of Nature      | 25 mars 2014      | 0.5                    | 1.233                     | [ 11 ] |
| 12 | Révolution industrielle               | Industrial Revolution | 1er avril 2014    | 0.6                    | 1.111                     | [ 12 ] |
| 13 | Suceurs de sang                       | Bloodsuckers          | 8 avril 2014      | 0.7                    | 1.361                     | [ 13 ] |
| 14 | Au loup !                             | Cry Wolf              | 15 avril 2014     | 0.6                    | 1.328                     | [ 14 ] |
| 15 | Corps célestes                        | Heavenly Bodies       | 22 avril 2014     | 0.6                    | 1.287                     | [ 15 ] |